# Paris–Bourganeuf
Das Straßenradrennen Paris–Bourganeuf war ein französischer Radsportwettbewerb für Berufsfahrer, der als Eintagesrennen veranstaltet wurde.

## Geschichte
1921 wurde das Rennen begründet. Paris–Bourganeuf hatte 9 Ausgaben. Der Kurs führte von der französischen Hauptstadt Paris nach Bourganeuf in die Region Limousin. Jean Hillarion war der einzige Fahrer, dem zwei Siege gelangen.

## Palmarès
- 1921  Félix Goethals
- 1922  Jean Hillarion
- 1923  José Pelletier
- 1924  Marcel Gerbaud
- 1925  Jean Hillarion
- 1926  Hector Durieu
- 1927  nicht ausgetragen
- 1928  Henri Ours
- 1929–1933 nicht ausgetragen
- 1934  Jean Bidot
- 1935–1946 nicht ausgetragen
- 1947  Alexandre Pawlisiak